# San Nicolás, Tenancingo
San Nicolás är en ort i Mexiko.   Den ligger i kommunen Tenancingo och delstaten Mexiko, i den sydöstra delen av landet, 70 km sydväst om huvudstaden Mexico City. San Nicolás ligger 2 051 meter över havet och antalet invånare är 1 594.
Terrängen runt San Nicolás är kuperad, och sluttar söderut. Runt San Nicolás är det tätbefolkat, med 427 invånare per kvadratkilometer. Närmaste större samhälle är Tenango de Arista, 19,1 km norr om San Nicolás. I omgivningarna runt San Nicolás växer huvudsakligen savannskog.